# Β-グルクロニダーゼ

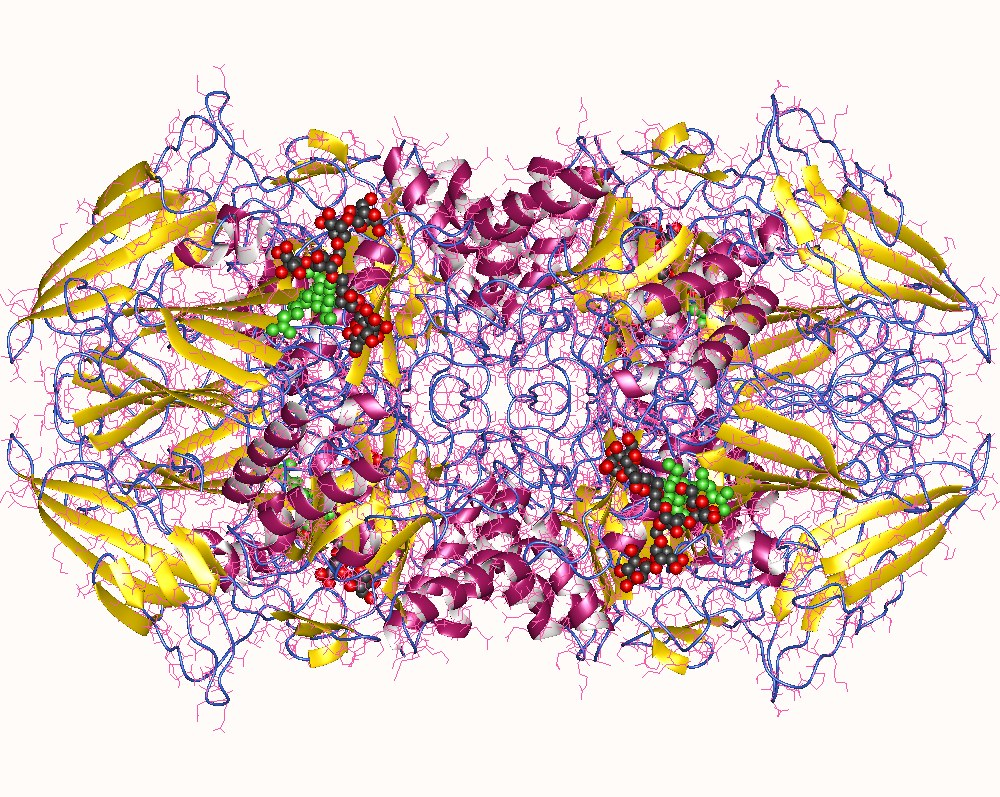
beta-glucuronidase tetramer, Human.

β-グルクロニダーゼ (β-glucuronidase, GUS; EC 3.2.1.31) は D-グルクロン酸のβ型配糖体に作用してそのグルクロニド結合を加水分解する酵素の総称。
実験室では測定の便宜上、フェノールフタレインなど遊離したあと比色定量しやすいアグリコンをもつグルクロニドが基質として用いられるが、アグリコンに対する特異性は広く、アルコール、ステロイド、カルボン酸などのβ-D-グルクロニドにも作用する。酵素の起源によってかなりの相違があり、そのうえ、真の基質（天然基質）が何であるかは、必ずしもわかっていない場合もある。
高等植物・微生物にも存在するが、とくに動物においては全組織に存在すると言ってよく、特に血漿などの体液に随時検出されるほか、脾臓・肝臓・腎臓などにおいては高い活性が見られる。これらの細胞内ではリソソーム分画・ミクロソーム分画に分布している。ラットの陰核・カタツムリ・カサガイなどにも強い活性があるので、酵素調製の材料としてもよく使われる。
多くの植物細胞内ではこの酵素の活性がほとんど認められないので、大腸菌由来のβ-グルクロニダーゼ遺伝子uidAはしばしば、植物細胞を用いた遺伝子操作技術におけるレポーター遺伝子として用いられる。